# A Herdeira (telenovela)
A Herdeira é uma  telenovela portuguesa transmitida pela TVI de 24 de setembro de 2017 a 29 de setembro de 2018, substituindo Ouro Verde e sendo substituída por Valor da Vida. Foi produzida pela Plural Entertainment e escrita por Maria João Mira, com filmagens em Viana do Castelo, na Galiza e no México.
É protagonizada por Kelly Bailey, Rita Pereira, Lourenço Ortigão e Pedro Barroso.
Foi reposta pelo canal TVI Ficção entre 16 de dezembro de 2019 e 24 de dezembro de 2020, substituindo A Herdeira  e sendo substituída por Valor da Vida, curiosamente, a sua sucessora original.
Foi reapresentada nas tardes da TVI entre 1 de maio de 2023 e 14 de março de 2025 substituindo A Única Mulher. Entre 17 e 21 de março de 2025, a trama teve sua exibição suspensa, sendo substituída por edições extras do programa A Sentença. Faltando somente quatro capítulos originais, a trama foi movida sem aviso prévio a partir de 22 de março para as madrugadas de sábado e domingo, e posteriormente durante a semana, tendo o seu desfecho exibido em 02 de abril de 2025. Foi a última novela exibida nas tardes do canal, encerrando um horário criado em 2011, com a retransmissão de Ilha dos Amores.

## Sinopse
A história conta a história de Luz Fuentes (Kelly Bailey), uma rapariga cigana que se descobre ser herdeira de uma grande fortuna.

### 1.ª Temporada
Duarte Alvarenga (Pedro Lamares) é um homem incompleto. Fortuna, estatuto e uma família vista como exemplar não preenchem um vazio de vinte anos. A primeira mulher morreu em circunstâncias trágicas e, meses depois, a filha bebé foi raptada.
Duarte moveu mundos para encontrar a filha, mas o tempo foi passando e a esperança esmoreceu. Casou entretanto com Madalena Alvarenga (Rita Pereira) que sempre incansável o ajudou nas buscas e teve mais dois filhos, Carlota Alvarenga (Júlia Palha) e Pipo Alvarenga (Leonardo Marques).
O homem que foi condenado pelo rapto da bebé, mas que sempre protestou inocência, entrega a Duarte a foto de uma rapariga muito parecida com a sua primeira mulher e diz-lhe que a procure no México. Ela será a resposta para desvendar o mistério do rapto, mas, antes de dar um nome, o homem é assassinado a tiro.
O General Emiliano Rivera (Fernando Luís) será, provavelmente, o próximo Presidente do México e está empenhado numa luta sem tréguas contra os cartéis de narcotráfico. Duarte, que é amigo do general, viaja para o México para assistir ao casamento da sua filha, Beatriz Rivera (Mafalda Marafusta), com Joaquim Villalobos (Paulo Pires), o filho mais velho de Sancho Villalobos (Miguel Guilherme), um empresário galego sócio de Duarte. Sancho tem vários negócios na Galiza, ligados à produção de bivalves e uma empresa transportadora.
Durante o casamento, Duarte vê a rapariga da fotografia. Ela é portuguesa e chama-se Alexa Torres (Jessica Athayde). Trabalha numa ONG de ajuda aos emigrantes que tentam alcançar os Estados Unidos. É amiga da família Rivera, o braço-direito do futuro Presidente e a sua amante secreta.
Mas antes que Duarte consiga falar com ela, um violento atentado durante o copo de água vitima Emiliano e vários membros da sua equipa. Alexa é encontrada com uma arma na mão e torna-se numa fugitiva. 
Entretanto, chega à cidade uma rapariga para se reunir ao pai que trabalha na cozinha do hotel onde se dá o atentado. Ela é Luz Fuentes, uma cigana de beleza invulgar, olhos claros e cabelo loiro. O pai é Ramón Fuentes (Joaquim Horta), cigano de origem portuguesa que andou pelo mundo e agora tenta chegar aos Estados Unidos para aí trabalhar. Alexa ia ajudá-los mas agora é ela quem precisa de auxílio. Ramón esconde Alexa em sua casa. Ela revela que Emiliano tinha uma lista com nomes de figuras públicas ligadas ao narcotráfico e provas avassaladoras. Encontrar a lista é a única maneira de provar a inocência de Alexa, mas Ramón não tem meios para furar o apertado cerco policial. Identificado como cúmplice do atentado, ele próprio se torna um fugitivo. Clandestinamente, e através dos contactos de Alexa, volta com a filha para Portugal.
Os caminhos de Duarte e de Alexa voltam a cruzar-se. Ele interroga-a sobre o paradeiro da filha. Alexa diz-lhe que só poderá ajudá-lo se estiver em liberdade. E Duarte, para encontrar a filha, torna-se cúmplice daquela que acredita ser uma assassina. A mulher que matou o seu amigo. Mas, inevitavelmente, apaixona-se por ela. Alexa fala-lhe da lista de Emiliano e ele dispõe-se a ajudá-la. A investigação leva-os a Caetana Rivera (Alexandra Lencastre), a viúva do general assassinado. Uma figura pública, adorada pelo povo e incondicional apoiante do marido. Mas só aparentemente. Na verdade, Caetana está ligada ao cartel de narcotráfico que assassinou Emiliano. Para desviar as atenções da Polícia, ela incriminou Alexa, vingando-se assim da rival.
Luz chega com o pai à sua terra natal, que nunca conheceu. Ramón tem família num clã cigano do Minho chefiado por Miro Fuentes (Zeca Medeiros), o seu pai. Há quase vinte anos, Ramón partiu sozinho com Luz. Poucos sabem a razão. Vinte anos atrás, Ramón e Soraia eram um jovem casal. Soraia não podia ter filhos e albergaram uma bebé que encontraram. A criança era, nem mais nem menos, a filha de Duarte Alvarenga. Depois da morte da primeira mulher de Duarte, Madalena, que carrega o segredo da sua vida passada, introduziu-se na sua casa e na sua vida. Era ambiciosa e planeava tornar-se dona da sua fortuna mas a bebé complicava-lhe os planos. Assim, simulou o rapto e abandonou-a num rio.
Mas o regresso de Ramón e de Luz não corre como esperado. Rejeitado pelos seus que não querem abrigar um criminoso, Ramón só tem Luz do seu lado. Ela acredita na inocência do pai e dispõe-se a tudo para o livrar da cadeia. Quem a ajuda, é Vicente Villalobos (Lourenço Ortigão), o filho mais novo de Sancho Villalobos, o empresário galego sócio de Duarte. Os laços entre as duas famílias são estreitados pelo namoro latente entre Vicente e Carlota. Ele é advogado, em missão diplomática na Embaixada Espanhola no México e foi ainda nesse país que conheceu Luz. Perdeu-a de vista, mas agora voltam a encontrar-se, numa festa cigana. Durante o tempo em que Ramón está na cadeia, Vicente e Luz tornam-se muito próximos e da cumplicidade surge uma paixão avassaladora. Mas há um obstáculo a este amor e chama-se Roni Raña (Pedro Barroso), um cigano tradicional. Tinha dez anos quando lhe arranjaram um casamento e ele apegou-se àquele compromisso. A rapariga prometida é Luz que ele idolatra, apesar de não a ver há muito tempo. Agora que Luz voltou, espera casar com ela e será um feroz rival de Vicente. E tem armas para lutar.
Marta (Maya Booth) e Bernardo Viegas (Filipe Vargas) têm três filhos adolescentes, Hugo (Alexandre Jorge), Joana (Madalena Almeida) e Rita (Gabriela Mirza). Têm uma vida confortável em Viana do Castelo, onde moram. Um casamento de amor. Uma situação económica mais ou menos desafogada. Uma família comum... Mas devastada pela doença. Joana sofre de leucemia e Rita foi concebida para lhe salvar a vida. Logo à nascença, foi feito um transplante de medula e depois disso seguiram-se várias intervenções cirúrgicas. Mas agora, Joana precisa que lhe seja doado um rim e Rita recusa-se a fazê-lo. A adolescente recorre a um advogado que é colega da mãe no escritório de advocacia. O que está em causa é a suspensão dos direitos parentais em favor dos direitos pessoais. Mas a atitude de Rita, que na aparência é egoísta e mesmo cruel, poderá ter um motivo do qual ninguém suspeita.
Manuel Araújo (Gonçalo Diniz) e Dinis Videira (Pedro Granger) são advogados em Viana do Castelo. O casal tem uma relação estável e bem resolvida mas ambiciona ter um filho geneticamente seu. Cândida «Candy» Sofia Pereira tem os pais emigrados na Suíça e vive em Viana do Castelo. Torna-se amiga de Dinis e, quando este lhe propõe que ela seja barriga de aluguer para o seu filho, ela aceita sem pensar duas vezes. Manuel começa por opor-se mas acaba por aceitar... Sem imaginar que Candy trará muito mais à sua vida do que um filho.
Ana «Anita» Videira (Carolina Frias) nasceu e cresceu no Paço do Souto, onde os seus pais, Marianinha Videira (Julie Sergeant) e Zé Avelino Videira (José Wallenstein) são caseiros. A quinta é propriedade da família Alvarenga. Diz-se à boca pequena que, no passado, Zé Avelino e Maria do Carmo, a mãe de Duarte, tiveram um assomo de romance que logo foi cortado pela família. Anita e Pipo, o filho mais novo dos condes, já eram amigos em crianças. O romance cresce longe dos olhares reprovadores das respetivas famílias, mas Anita engravida. Condicionada pela mãe, ela esconde a gravidez. O resultado é um desastre.
Os nossos heróis enfrentam um polvo com tentáculos dos dois lados do Atlântico. Duarte voltará a encontrar Alexa na Galiza. Ela guarda o segredo que o levará à sua filha perdida.
Luz, perseguida pela ambiciosa Madalena, cai na rede de tráfico humano. Mais tarde, conseguirá escapar. Descobre que foi Madalena quem ordenou o seu rapto e decide desmascará-la. Introduz-se em casa da família Alvarenga, como dama de companhia de Maria do Carmo Alvarenga (Lia Gama), a mãe de Duarte. Está longe de imaginar que aquela é a sua casa e que aquela é a sua família.

### 2.ª Temporada
Seis meses depois... O Paço do Souto já está transformado em turismo de habitação, com vários hóspedes a chegarem e Diego diz a Maria do Carmo que ela devia agradecer-lhe o seria o banco a tomar posse daquilo tudo. Num dos quartos, uma freira cujo rosto está tapado fuma um charuto junto à janela. Vicente vai ver Luz à clínica psiquiátrica e Ariana (Daniela Melchior), companheira de Luz, fica com uma pontinha de inveja ao vê-los juntos, perguntando a Luz se ela contou o que pretende fazer a Vicente, mas ela afirma que não pode por ele ser da polícia e, se tudo correr bem, acontecerá naquele dia.
Roni diz a Ivan (Rodrigo Trindade) que vai ajudar Luz, mas o irmão diz que Luz apenas o usa. Miro diz a Ramón que não vê Madalena a adaptar-se bem e Madalena lava roupa de luvas, dizendo a Safira (Isabela Valadeiro) que o sogro já comprava uma máquina de lavar e, ao cruzar-se com Soraia, esta diz-lhe que ela se cansou depressa daquela vida, mas Madalena diz que ainda a pode denunciar por tê-la colocado naquele tanque e Soraia afirma que ela não fará isso, pois iria passar por mentirosa, já que culpou Luz e perderia Ramón. No foral de Viana, Bernardo fala com Calu (Ângelo Torres) sobre a venda da farmácia e Nina (Rita Cruz), a mulher de Calu, aparece e junta-se a eles, mais a Manel, quando aparece Madalena, que fica a saber que Nina trabalha na clínica onde Luz está internada, mas sente-se humilhada por Nina tapar o nariz diante de si.
Madalena senta-se na esplanada, onde estão as freiras, sem nunca se ver a cara da Madre, que é Caetana disfarçada, e lê uma notícia no jornal sobre o julgamento de Joaquim. Lola (Sofia Baessa) leva o filho, Guga (Isaac Carvalho), a ver Joaquim, que se emociona com a criança, e Joaquim pede a Lola para ir assistir à leitura da sentença e não voltar ao bar de alterne tão cedo. Diego propõe sociedade a Tiburón (Pedro Hossi) e ele recusa, mas Diego pede para ter ali uma reunião ao final da tarde e Tiburón concorda, e Beatriz aparece, deixando Diego roído de ciúmes. Os jornalistas fazem a cobertura do julgamento de Joaquim, que troca um olhar frio com Vicente na sala de audiência. Joaquim é absolvido dos crimes de que é acusado, para choque geral, e Vicente quase é preso por pedir satisfações ao juiz. Beatriz chega descontrolada ao escritório do bar de alterne e Tiburón afirma que Joaquim agora só vai descansar quando se vingar de quem o meteu na cadeia.

## Elenco
| Ator/Atriz          | Personagem                         | Temporada       | Temporada       |
| Ator/Atriz          | Personagem                         | 1               | 2               |
| ------------------- | ---------------------------------- | --------------- | --------------- |
| Kelly Bailey        | Luz Fuentes / Benedita Alvarenga   | Protagonista    | Protagonista    |
| Rita Pereira        | Madalena Alvarenga / Nadir Fuentes | Antagonista     | Antagonista     |
| Lourenço Ortigão    | Vicente Villalobos                 | Protagonista    | Protagonista    |
| Pedro Barroso       | Roni Raña                          | Antagonista     | Protagonista    |
| Joaquim Horta       | Ramón García Fuentes               | Regular         | Regular         |
| Sofia Ribeiro       | Soraia Fuentes                     | Regular         | Regular         |
| Paulo Pires         | Joaquim Villalobos                 | Regular         | Regular         |
| Jessica Athayde     | Alexa Torres                       | Regular         | Regular         |
| Jessica Athayde     | Maria Luísa Torres Alvarenga       | Participação    | Regular         |
| Pedro Lamares       | Duarte Alvarenga                   | Regular         | Participação    |
| Alexandra Lencastre | Caetana Rivera                     | Participação    | Regular         |
| Mafalda Marafusta   | Beatriz Rivera                     | Regular         | Regular         |
| Rita Ribeiro        | Amélia Alves                       | Regular         | Ausente         |
| José Wallenstein    | José «Zé» Avelino Videira          | Regular         | Regular         |
| Julie Sergeant      | Marianinha Videira                 | Regular         | Regular         |
| Pedro Granger       | Dinis Videira                      | Regular         | Regular         |
| Gonçalo Diniz       | Manuel Araújo                      | Regular         | Regular         |
| Maya Booth          | Marta Alvarenga Viegas             | Regular         | Regular         |
| Filipe Vargas       | Bernardo Viegas                    | Regular         | Regular         |
| Vitor Hugo          | Diego Ventura                      | Regular         | Regular         |
| Pedro Hossi         | Javiar «Tiburón» González          | Regular         | Regular         |
| Marisa Cruz         | Goreti Torres                      | Regular         | Regular         |
| Sofia Baessa        | Lola Solimões                      | Regular         | Regular         |
| Matilde Breyner     | Leonor Matias                      | Regular         | Regular         |
| Ricardo Trêpa       | João Matias                        | Regular         | Ausente         |
| Helena Costa        | Lupe Romero                        | Regular         | Regular         |
| Melânia Gomes       | Tina Barbosa                       | Regular         | Regular         |
| Rodrigo Trindade    | Ivan Raña                          | Regular         | Regular         |
| Júlia Palha         | Carlota Alvarenga                  | Regular         | Regular         |
| Gany Ferreira       | Vitó Carlos Bagina                 | Regular         | Regular         |
| Madalena Almeida    | Joana Alvarenga Viegas             | Regular         | Ausente         |
| Alexandre Jorge     | Hugo Alvarenga Viegas              | Regular         | Regular         |
| Isabela Valadeiro   | Safira Monteiro                    | Regular         | Regular         |
| Filipa Pinto        | Cândida «Candy» Sofia Pereira      | Regular         | Regular         |
| José Condessa       | Salvador                           | Ausente         | Regular         |
| Daniela Melchior    | Ariana Franco                      | Ausente         | Regular         |
| Carolina Frias      | Anita Videira                      | Regular         | Ausente         |
| Leonardo Marques    | Pipo Alvarenga                     | Regular         | Ausente         |
| Lia Gama            | Maria do Carmo Alvarenga           | Atriz Convidada | Atriz Convidada |
| Zeca Medeiros       | Miro Fuentes                       | Ator Convidado  | Ator Convidado  |
| Miguel Guilherme    | Sancho Villalobos                  | Participação    | Ausente         |
| Fernando Luís       | Emiliano Rivera                    | Participação    | Ausente         |
| Pedro Lima (†)      | Ignácio de la Vega / Pedro Gusmano | Participação    | Regular         |
| Marta Melro         | Salete                             | Participação    | Regular         |
| Rita Cruz           | Nina M'Bongo                       | Ausente         | Regular         |
| Ângelo Torres       | Calu M'Bongo                       | Ausente         | Regular         |
| Sofia Aparício      | Eva Molina                         | Ausente         | Regular         |
| Gabriela Mirza      | Rita Alvarenga Viegas              | Infantil        | Infantil        |
| Isaac Carvalho      | Guga Solimões                      | Ausente         | Infantil        |
| Melissa Matos       | Colette                            | Ausente         | Infantil        |

### Elenco adicional
| Ator                    | Personagem                                                              |
| ----------------------- | ----------------------------------------------------------------------- |
| Almeno Gonçalves        | Gameiro (chefe da PJ)                                                   |
| André Gago              | Henrique (pai de Salvador)                                              |
| Amílcar Azenha          | Beltrán                                                                 |
| Ana Lúcia Palminha      | Aidinha                                                                 |
| Carlos Oliveira         | Inspetor Lopez                                                          |
| Cristina Cavalinhos     | Teresa Paiva                                                            |
| Gabriel Gama            | Agressor                                                                |
| Gonçalo Portela         |                                                                         |
| Hugo Nicholson Teixeira |                                                                         |
| Igor do Vale            | Barroso (consultor da Telepizza)                                        |
| Inês Costa              | Maria do Carmo (flashback)                                              |
| João Bonneville         | Inspetor Cabaço                                                         |
| Jorge Oliveira          | Lopes                                                                   |
| Laura Galvão            | Olívia                                                                  |
| Miguel Cirillo          | Rodrigo Rivera                                                          |
| Natália Luiza           | Juíza                                                                   |
| Nuno Gil                | Dr. Gil (médico que trata Madalena quando esta descobre que tem cancro) |
| Pedro Caeiro            | Albano Videira                                                          |
| Ricardo Castro          | Dr. Faria                                                               |
| Rosa Bela               | Pepa                                                                    |
| Rui Porto Nunes         | Inspetor Morais                                                         |
| Teresa Balbi            |                                                                         |
| Vicente Wallenstein     | Zé (flashback)                                                          |
| Jack Ilco               | Vladimir                                                                |

## Banda sonora
A banda sonora original da telenovela foi lançada no dia 15 de dezembro de 2017. O CD traz 20 canções, incluindo o tema principal da produção.
| N.º | Título                   | Música                          | Duração |  |
| 1.  | "Despacito"              | Luís Fonsi                      |         |  |
| 2.  | "No Vaya A Ser"          | Pablo Alborán                   |         |  |
| 3.  | "Porque Queramos Vernos" | Vanessa Martín e Matias Damásio |         |  |
| 4.  | "Way Down We Go"         | Kaleo                           |         |  |
| 5.  | "Human"                  | Rag'n'Bone Man                  |         |  |
| 6.  | "A Nossa Vez"            | Calema                          | 2:50    |  |
| 7.  | "Ficamos Por Aqui"       | David Carreira                  |         |  |
| 8.  | "Perfect Strangers"      | Jonas Blue e JP Cooper          |         |  |
| 9.  | "Pensa Bem"              | D.A.M.A e ProfJam               | 2:59    |  |
| 10. | "Espera"                 | Fernando Daniel                 |         |  |
| 11. | "O Que Tu Dás"           | Matay                           |         |  |
| 12. | "Sem Ti"                 | Paulo Gonzo                     |         |  |
| 13. | "A Vida Toda"            | Carolina Deslandes              |         |  |
| 14. | "Alfaiate"               | Tatanka                         |         |  |
| 15. | "O Tempo"                | Marco Rodrigues                 |         |  |
| 16. | "Ciúme"                  | Ana Bacalhau                    |         |  |
| 17. | "Nina"                   | Virgul                          |         |  |
| 18. | "Run For Cover"          | April Ivy                       |         |  |
| 19. | "Dime Por Qué?"          | Baby Lores & Luis               |         |  |
| 20. | "Até Ao Fim Do Mundo"    | Paulo Sousa                     |         |  |

### Faixas não incluídas
- Miguel Gameiro e Cuca Roseta - Aquela Canção
- MARIA - Junction
- Light Gun Fire - Moon and Back
- Ruelle - Rise
- Mariza - Melhor de Mim
- Aurea - Done With You
- David Antunes - Sinto Falta
- Matias Damásio - Nada Mudou

## O Concerto
Perante o sucesso de A Herdeira, os cantores da banda sonora e os atores da telenovela reuniram-se para um evento especial no qual a TVI transmite no sábado. O concerto realizou-se no dia 29 de setembro de 2018, as 17h35 no Campo Pequeno. Atuaram D.A.M.A., David Carreira, Calema, Carolina Deslandes, Miguel Gameiro, Paulo Sousa, Fernando Daniel, Aurea, Tatanka, Marco Rodrigues, Matay, Matias Damásio, entre outros. A emissão garantiu 5,7% de rating e 19,5% de share e atingiu a liderança absoluta com 554.000 espectadores.

## Lista de temporadas
| Resumo | Resumo | Episódios | Episódios | Originalmente exibido   | Originalmente exibido   |
| Resumo | Resumo | Episódios | Episódios | Estreia da temporada    | Final da temporada      |
| ------ | ------ | --------- | --------- | ----------------------- | ----------------------- |
|        | 1      | 121       | 121       | 24 de setembro de 2017  | 11 de fevereiro de 2018 |
|        | 2      | 193       | 193       | 12 de fevereiro de 2018 | 29 de setembro de 2018  |

## Audiências
Na estreia, a 24 de setembro de 2017, A Herdeira foi líder e marcou 17,1% de rating e 31,9% de share, com cerca de 1 milhão e 656 mil espectadores, sendo o melhor resultado de uma estreia de uma telenovela da TVI desde A Única Mulher (2015). No 2.º episódio, a telenovela liderou o horário e marcou 16,9% de rating e 33,6% de share, com cerca de 1 milhão e 636 mil espectadores.
A 26 de dezembro de 2017, terça, a telenovela marcou seu terceiro melhor resultado e liderou com 16,4% de rating e 31,2% de share, com cerca de 1 milhão e 584 mil espectadores. A 11 de fevereiro de 2018, domingo, o último episódio da primeira temporada registou 15,0% de rating e 30,0% de share, com cerca de 1 milhão e 456 mil espectadores, sendo o programa mais visto do dia.
A segunda temporada estreia no dia seguinte, segunda-feira, e regista 13,4% de rating e 28,6% de share, com cerca de 1 milhão e 295 mil espectadores, sendo novamente o programa mais visto do dia. Ao 2.º episódio da 2ª temporada, a telenovela liderou o horário e marcou 15,1% de rating e 30,1% de share, com cerca de 1 milhão e 458 mil espectadores.
No dia 19 de abril de 2018, a telenovela voltou a marcar 15,1% de rating e 31,7% de share, com cerca de 1 milhão e 465 mil espectadores. No dia 29 de setembro de 2018, sábado, o último episódio de A Herdeira, regista 13,2% de rating e 32,2% de share, com cerca de 1 milhão e 280 mil espectadores, sendo o programa mais visto do dia.
É a 3ª maior audiência da TVI desde que a GFK mede as audiências alcançando 13,5%/28,6%, ficando atrás de A Única Mulher (13,5%/29,1%) e Ouro Verde (14,0%/29,1%), a sua antecessora.
| Média | Média     | Episódios exibidos | Rating | Share | Ref.   |
| ----- | --------- | ------------------ | ------ | ----- | ------ |
| 2017  | Setembro  | 6                  | 15,9%  | 32,0% | [ 14 ] |
| 2017  | Outubro   | 25                 | 14,4%  | 29,8% | [ 15 ] |
| 2017  | Novembro  | 24                 | 14,2%  | 30,1% | [ 16 ] |
| 2017  | Dezembro  | 25                 | 14,2%  | 29,8% | ...    |
| 2018  | Janeiro   | 31                 | 13,6%  | 28,2% | [ 17 ] |
| 2018  | Fevereiro | 26                 | 13,7%  | 28,0% | [ 18 ] |
| 2018  | Março     | 27                 | 13,7%  | 28,3% | [ 19 ] |
| 2018  | Abril     | 26                 | 13,3%  | 27,7% | [ 20 ] |
| 2018  | Maio      | 26                 | 12,5%  | 26,5% | [ 21 ] |
| 2018  | Junho     | 21                 | 12,6%  | 27,2% | [ 22 ] |
| 2018  | Julho     | 26                 | 13,1%  | 28,8% | [ 23 ] |
| 2018  | Agosto    | 26                 | 11,5%  | 27,0% | [ 24 ] |
| 2018  | Setembro  | 25                 | 12,4%  | 27,9% | ...    |
| Total | Total     | 314                | 13,5%  | 28,6% |        |

| Recordes | Rating | Share |
| -------- | ------ | ----- |
| Positivo | 17,1%  | 34,0% |
| Negativo | 7,0%   | 18,3% |

## Locais de gravações
Casa dos Villalobos: As cenas da casa foram gravadas, num edifício no cimo da Rua Rande Regueiras, em Redondela, que fica nas redondezas de Vigo (Espanha).
Quinta do Paço do Souto: Na verdade, o verdadeiro nome da quinta é "Paço de Lanheses" ou "Quinta do Paço", e está classificado como Monumento de Interesse Público, localiza-se na freguesia de Lanheses.